# Calcofil·lita
La calcofil·lita (del  grec Khalkos, coure, i phillon, fulla) és un mineral rar de la classe dels arsenats. Va ser descrita per primera vegada a partir de material recol·lectat a Alemanya.

## Característiques
Els cristalls són en forma de plaques, de sis cares, i aplanats perpendicular a l'eix c del cristall, i pot ser estriat triangular en aquestes cares aplanades. Pot formar rosetes, druses, trobar-se foliat o de manera massiva. L'exfoliació és perfecta i perpendicular a l'eix c del cristall, i forma macles. La fractura és irregular. El mineral és tou, amb una duresa de 2 a l'escala de Mohs. La gravetat específica es dona generalment en el rang de 2,67-2,69. La calcofil·lita és soluble en àcids i amoníac. No és fluorescent, ni radioactiva.
Segons la classificació de Nickel-Strunz, la calcofil·lita pertany a «08.DF: Fosfats només amb cations de mida mitjana, amb proporció: (OH, etc.):RO₄ > 3:1» juntament amb els següents minerals: hotsonita, bolivarita, evansita, liskeardita, rosieresita, rusakovita, liroconita, sieleckiita, parnauita i gladiusita.
El contingut d'aigua varia a temperatura ambient sobre la base de la humitat relativa. És per això que dues fórmules diferents són citades a la literatura per la calcofil·lita: Cu18Al₂(AsO₄)₄(SO₄)₃(OH)24·36(H₂O) i Cu18Al₂(AsO₄)₃(SO₄)₃(OH)27·33(H₂O). La fórmula química va ser actualitzada l'any 2025 a Cu₁₈Al₂(AsO₄)₄(SO₄)₃(OH)₂₄·36H₂O, degut a que a partir del mes de juliol de 2025 canvia la manera en que es mostren les molècules d'aigua a les fórmules depenent si els oxígens pertanyen a algun poliedre de coordinació o no.
Pot alterar-se a crisocol·la, que és un silicat de coure-alumini. Té relació amb la barrotita, però són minerals diferents. Es pot confondre amb l'spangolita d'hàbit tabular.

## Formació i jaciments
És un arsenat de coure secundari que es produeix a les zones oxidades d'alguns jaciments de coure amb arsènic. És un mineral secundari poc comú. Els minerals associats inclouen: atzurita, malaquita, brochantita, crisocol·la, spangolita, connel·lita, cuprita, cianotriquita, strashimirita, parnauïta, lavendulana, cornubita, langita, clinoclasa, farmacosiderita i mansfieldita. Als territoris de parla catalana ha estat trobada a la mina Atrevida (Vimbodí i Poblet, Conca de Barberà), a la mina «Iris 18» d'Escornalbou, a Riudecanyes (Baix Camp, Tarragona) i a la mina San Miguel (Ribes de Freser, Ripollès).